# Warsaw Trade Tower
La Warsaw Trade Tower (WTT) es un rascacielos de la capital polaca, (Varsovia), que actualmente es el séptimo edificio más alto de Polonia superando los 200 metros tras el Palacio de la Cultura y la Ciencia. Construido entre los años 1997 y 1999 por la empresa coreana Daewoo, que la vendió en el año 2002 a una empresa estadounidense Apollo-Rida. Con sus 208 metros fue un éxito arquitectónico, casi la totalidad de su superficie está ocupada por sus oficinas bien comunicadas. Además de las oficinas, las dos plantas más bajas forman un centro comercial que tiene un aparcamiento de 3 sótanos con una capacidad para 300 coches.
La Warsaw Trade Tower tiene una profundidad de 11 metros por debajo del suelo y sa basa en 156 columnas, el elemento central del edificio es el hormigón armado, en su interior los ascensores y mecanismo de transporte funcionan rápidamente, alcanzando una velocidad de 25,2 km/h, contando con todas las facilidades necesarias, y de adaptación, haciendo que el edificio se convierta en uno de los más modernos de Varsovia. 
A veces se trata a la WTT como el edificio más alto de Polonia. Esto es cierto sólo en caso de que no se tomen en cuenta las antenas de los dos edificios en cuestión, (el Palacio de la Cultura y la Ciencia y la WTT), con esto, la Warsaw Trade Tower es el edificio más alto por 3 metros. Sin embargo, contando las antenas que por lo general suelen ser incluidas en las clasificaciones, hacen que el Palacio de la Cultura gane hasta 23 metros convirtiéndolo en el más alto del país.
El WTT tiene una antena de con un mástil de metal que contiene un relé que forma la parte más alta del edificio, la antena comienza a una altura de 32 plantas y se eleva por encima del edificio ganando una altura de 24 metros.